# Fotofono

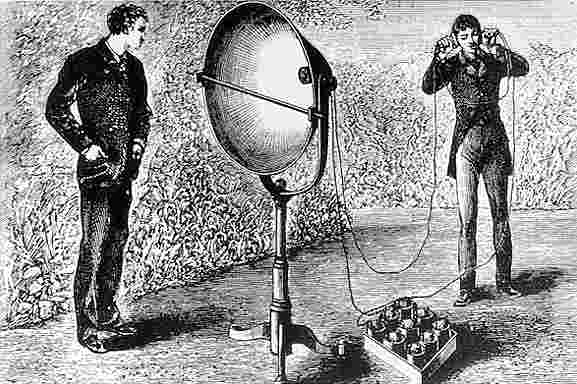
Apparato ricevente del fotofono

Il fotofono è un apparecchio per telecomunicazione audio o telegrafica in cui il mezzo portante è un'onda elettromagnetica nello spettro visibile o infrarosso. Fu inventato da Alexander Graham Bell nel 1880.
Il sistema prevede un'unità trasmittente ed una ricevente, che possono essere presenti in entrambe le postazioni per assicurare un collegamento full duplex.
L'unità trasmittente è costituita da una lampada la cui luminosità è funzione di un segnale elettrico modulato con il segnale sonoro da inviare, per esempio captato da un microfono.
Il ricevitore è realizzato con una cellula fotoelettrica in grado di convertire la variazione di intensità luminosa in una corrispondente variazione di corrente elettrica che, previa amplificazione, viene inviata ad una cuffia per l'ascolto.
Alloggiando le unità trasmittenti e riceventi in brevi tubi è possibile schermare l'influenza della luce
ambientale ottenendo una portata di diversi chilometri di giorno che aumentano notevolmente di notte
ma si riducono drasticamente con condizioni meteorologiche sfavorevoli (pioggia, nebbia ecc).
Questo sistema di telecomunicazione era impiegato, per scopi militari, tra le postazioni fisse del Vallo Alpino.

## Storia
L'invenzione del fotofono si deve ad Alexander Graham Bell, il quale nel 1880 riuscì con questo sistema a trasmettere il primo messaggio vocale per mezzo della luce.
L'esperimento fu ispirato all'idea di trasmettere la voce per mezzo di un fascio luminoso, in seguito ai brillanti successi conseguiti con il telefono.
Per fare questo, Bell ideò un microfono costituito da una membrana riflettente su cui veniva fatto incidere un raggio di sole che veniva convogliato per mezzo di uno specchio.
La membrana era preceduta, a breve distanza, da un diaframma contenente un gran numero di piccoli forellini. La voce, immessa attraverso un tubo, metteva in vibrazione la membrana; in questo modo il raggio di luce che ne veniva riflesso veniva poi modulato dalle variazioni di distanza tra la membrana ed il diaframma, a tutti gli effetti, trasportava l'informazione vocale sotto forma di variazione di intensità luminosa.
Come rivelatore, Bell impiegò una cella al selenio, su cui il fascio di luce veniva focalizzato per mezzo di uno specchio concavo. Le proprietà fotosensibili del selenio furono indagate molto accuratamente da Bell. Durante i primi accertamenti, questo materiale presentava una resistenza elettrica variabile, in funzione dell'esposizione alla luce, da alcuni M ohm a qualche centinaio di K ohm. In seguito agli studi condotti, lo scienziato riuscì a produrre, tramite un particolare processo di lavorazione, una cella che offriva una resistenza relativamente piccola (da 300 a 150 ohm), tale quindi da condurre correnti abbastanza intense da essere percepibili in cuffia.
Fu proprio questo il punto di partenza che portò all'ideazione del Fotofono.
Il rilevatore traduceva quindi le deboli fluttuazioni di luce in variazioni di resistenza elettrica proporzionali alle vibrazioni meccaniche originali.
Il circuito di ricezione era costituito da un collegamento in serie contenente la cella rivelatrice (R), le batterie di alimentazione (B) e la cuffia (C) per l'ascolto
In questo modo Bell e il suo assistente Sumner Tainer effettuarono la prima trasmissione telefonica “wireless” alla considerevole distanza di 213 metri.
Il trasmettitore era sistemato sul tetto della scuola Franklin House (Washington) mentre il ricevitore si trovava alla finestra del laboratorio privato di Bell.